# Vasilij Bubka
Vasilij Nazarovič Bubka (in russo Василий Назарович Бубка?, in ucraino Василь Назарович Бубка?, Vasyl' Nazarovyč Bubka; Luhans'k, 26 novembre 1960) è un ex astista ucraino, fino al 1991 sovietico.
È fratello del campione olimpico di salto con l'asta Sergej Bubka.

## Palmarès

### Mondiali indoor
- 1 medaglia:
  - 1 bronzo (Parigi 1985)

### Europei
- 1 medaglia:
  - 1 argento (Stoccarda 1986)